# Hugo Junkers
Hugo Junkers [húgo júnkers], nemški inženir, izumitelj, letalski konstruktor in podjetnik, * 3. februar 1859, Rheydt, Severno Porenje - Vestfalija, Nemčija, † 3. februar 1935, Gauting, Bavarska, Nemčija.
Ime Huga Junkersa je najbolj znano v navezi z letalstvom in letali, ki so jih izdelali pod tem imenom za nemško vojno letalstvo Luftwaffe med 2. svetovno vojno. Do tedaj je sicer nemška nacistična vlada že upravljala vse njegove posle.

## Življenje in delo
Junkers je leta 1878 začel študirati na tehniških visokih šolah v Charlottenburgu, Karlsruheju in Aachnu. Kot inženir je izumil, patentiral in razvil motorje, grelce, kalorimeter ter druge naprave. Leta 1892 je patentiral kalorimeter. Izumiteljstvo na področju plinskih grelcev je pustilo sledi do danes, ko blagovno znamko plinskih naprav Junkers trži nemško podjetje Robert Bosch. Med letoma 1897 in 1912 je bil profesor strojništva na Tehniški visoki šoli Severnega Porenja-Vestfalije v Aachnu. Z letalstvom se je začel resno ukvarjati pri svojih petdesetih. Leta 1913 je začel uporabljati aerodinamični vetrovnik. Imel je daljnosežne zamisli o kovinskih letalih in letečih krilih, vendar so njegovo delo odtujevale razmere zaradi vojne. Med 1. svetovno vojno ga je vlada prisilila da se osredotoči na razvoj letal. Leta 1915 je razvil prvo v celoti kovinsko letalsko konstrukcijo za letalo Junkers J.1 »Blechesel« (nemško pločevinasti osel) (izdelavna oznaka J4), ki so ga do 2. svetovne vojne hranili v berlinskem muzeju. Kasneje leta 1918 je njegovo podjetje izdelalo prvo nizkokrilno enosedo lovsko letalo, Junkers D.I. Vendar D.I ni videl serijske proizvodnje. Razvil je tudi dvosedi lovec (pilot in zadnji strelec) Junkers CL.I in oklopljeno kovinsko letalo Junkers J.I, ki je veljal za najboljše tedanje nemško letalo za napade na zemlji. Oblika J.I oklopljenega trupa, ki je varovalo v nosu vgrajen motor, pilota in opazovalca v kovinski 'kadi', je verjetno vplivala na konstrukcijo Iljušina za letalo Il-2 Šturmovik s podobnim oklopljenim trupom, kar je bilo razumljivo, saj je imel Junkers v 1920. proizvodni obrat v Sovjetski zvezi. Tudi Tupoljev in Stout sta se pri svojih zgodnjih konstrukcijah močno zgledovala po Junkersu, predvsem pri filozofiji valovitih kovinskih konstrukcij.
Po vojni je več tveganih poslovnih odločitev zaradi gospodarskih in političnih problemov onemogočilo trdne tehnične načrte. Vendar je imel Junkers vedno več zamisli. Velik štirimotroni G38 z nadimkom »Der Grosse Dessauer«, ki so ga dostavili Lufthansi, sprva ni poletel več mesecev, ker ga je zaradi izboljšav vedno znova vračal v tovarno.
V tem času so zaposleni pri Junkersu predstavljali širok spekter nazorov. Bili so levi kulturni revolucionarji kot tudi nacionalni socialisti. Bili so pacifisti in veterani 1. svetovne vojne, ki so bili prepričani, da se bo Nemčija ponovno oborožila, kakor je menil pisatelj Jünger. Nekateri so dali prednost čistemu znanstvenemu raziskovanju, drugi pa serijski proizvodnji. Skoraj za vsako področje poslovanja in njegovo okolje so bila različna mnenja.
Za člane mnogih skupin, ki so prestavljale Junkers, je letalstvo ponudilo upanje za narodni preporod. Njihovi različni pogledi so vodili do žive notranje skupne politike vse dokler se ni vmešala nacistična vlada. Junkers je bil naklonjen Hitlerjevi nacionalistični obvezi, vendar je odločno nasprotoval zahtevam mobilizacije za totalno vojno.
Junkers je bil socialist in pacifist, verjetno zaradi večkratnih soočenj z nemškim vodstvom. Leta 1917 ga je vlada prisilila v družabništvo s Fokkerjem zaradi zagotovitve vojnih proizvodenj. Leta 1926 ni mogel povrniti vladinih posojil po poskusu graditve letal v Sovjetski zvezi in je izgubil nadzor nad skoraj celotnim poslovanjem. Ko je prišla leta 1933 na oblast nacistična vlada, je nemudoma zahtevala lastnino Junkersovih patentov in nadzor nad preostalimi podjetji. Zaradi groženj zapora je na koncu privolil, vendar je bil svoja zadnja leta vseeno v hišnem priporu.